# Рамсен (Ајова)
Рамсен (енгл. Remsen) град је у америчкој савезној држави Ајова. По попису становништва из 2010. у њему је живело 1.663 становника.

## Демографија
Према попису становништва из 2010. у граду је живело 1.663 становника, што је -99 (-5.6%) становника више него 2000. године.
| Група             | 2000.         | 2010.         |
| Белци             | 1.753 (99,5%) | 1.617 (97,2%) |
| Афроамериканци    | 0 (0,0%)      | 1 (0,1%)      |
| Азијати           | 1 (0,1%)      | 3 (0,2%)      |
| Хиспаноамериканци | 6 (0,3%)      | 32 (1,9%)     |
| Укупно            | 1.762         | 1.663         |